# ネタニヤ・スタジアム
ネタニヤ・スタジアム（ヘブライ語: אצטדיון נתניה, 英語: Netanya Stadium）は、イスラエルのネタニヤにあるサッカースタジアムである。マッカビ・ネタニヤがホームスタジアムとして使用する。

## 概要
2012年10月30日にスタジアムの開場式典が行われた。スタジアムの収容能力は第1段階で13,610人、最終的に約24,000人になる予定である。同年11月4日に最初の試合が行われ、ホームチームのマッカビ・ネタニヤがハポエル・テルアビブに2-1で勝利した。
2013年6月にイスラエルで開催されたUEFA U-21欧州選手権2013の試合会場の1つに選ばれた。